# Olearia stuartii
Olearia stuartii là một loài thực vật có hoa trong họ Cúc. Loài này được (F.Muell.) Benth. mô tả khoa học đầu tiên năm 1867.